# Казка про жадібність
«Казка про жадність» — анімаційний фільм 1976 року Творчого об'єднання художньої мультиплікації студії Київнаукфільм.

## Сюжет
Хлопчик подружився з Жадібністю, але коли він зрозумів що жадібним бути погано, то виявив, що Жадібність - злодійка. Тож разом з новою подругою переміг її, знищивши Скарбничку.

## Над мультфільмом працювали
- Автори сценарію: Софія Прокоф'єва, Генріх Сапгир
- Режисер: Борис Храневич
- Художник-постановник: Микола Чурилов
- Композитор: Геннадій Сасько
- Звукооператор: Ірина Чефранова
- Оператор: Анатолій Гаврилов
- Актори озвучки: З. Головко, Ліна Будник, Людмила Ігнатенко, Людмила Козуб, Володимир Коршун
- Художники-мультиплікатори: М. Бондар, Ніна Чурилова, С. Березовська, Олександр Вікен, Адольф Педан, Володимир Гончаров
- Асистенти: Р. Лумельська, С. Тесленко, І. Смирнова, Юна Срібницька
- Редактор: Світлана Куценко
- Директор картини: Іван Мазепа